# Kurwa (dystrykt Nalanda)
Kurwa – wieś w Indiach położona w stanie Bihar, w dystrykcie Nalanda, w tehsilu Nagar Nausa.
Całkowita powierzchnia miejscowości wynosi 124 ha (1,24 km²). Według spisu z 2011 w Kurwie znajduje się 405 domów i zamieszkuje ją 2 163 osób.